# Peter Burge
Peter Burge, född 3 juli 1974, är en australisk friidrottare. Han deltog vid olympiska sommarspelen 2000.